# Wharton (Herefordshire)
Wharton – przysiółek w Anglii, w Herefordshire, w dystrykcie (unitary authority) Herefordshire. Leży 15 km od miasta Hereford i 197.1 km od Londynu. W latach 1870–1872 osada liczyła 93 mieszkańców. Wharton jest wspomniana w Domesday Book (1086) jako Wavertune.